# Cetatea (okręg Teleorman)
Cetatea – wieś w Rumunii, w okręgu Teleorman, w gminie Rădoiești. W 2011 roku liczyła 436 mieszkańców.